# Селми, Али
Али Селми (араб. علي السلمي‎) — тунисский футболист и футбольный тренер, играл на позиции защитника.

## Карьера игрока
Селми начал заниматься футболом в молодёжной команде «Ла-Марса», пройдя в ней все уровни подготовки. В начале 1960-х был переведён в основную команду под руководством Шандора Пазманди, ранее возглавлявшего молодёжную команду. Селми провёл всю свою карьеру в «Ла-Марсе» и четырежды выходил в финал кубка Туниса, однако так и не сумел завоевать трофей. Вызывался в сборную Туниса и провёл в её составе около двадцати матчей. В 25 лет принял решение завершить карьеру из-за проблем с мениском.

## Тренерская карьера
После завершения карьеры футболиста начал тренерскую карьеру в 1974 году, возглавив клуб «Ла-Марса», покинул команду в 1975 году. В дальнейшем был главным тренером этого клуба ещё 5 раз: с 1978 по 1979 год, с 1983 по 1985 год, с 1991 по 1992 год, с 1993 по 1994 год и с 2003 по 2006 год. Под руководством Селми клуб дважды становился обладателем кубка Туниса в 1984 и 1994 году, в финалах были обыграны «Сфаксьен» (0:0, 5:4 пен.) и «Этуаль дю Сахель» (1:0) соответственно. С 1985 по 1986 год и с 1986 по 1987 год возглавлял клубы «Олимпик» Беджа и «КС Шеминот».
В 1994 году вошёл в тренерский штаб Хенрика Касперчака в сборной Туниса. Под руководством Касперчака сборная вышла в финал Кубка африканских наций 1996 и квалифицировалась на чемпионат мира 1998. На том турнире тунисцы выступили неудачно, уступив в двух первых встречах и потеряв шансы на выход в 1/8 финала. Касперчак подал в отставку и был заменён Селми сразу после второго поражения. В последнем матче против Румынии сборная сыграла со счётом 1:1. Сразу же после этого матча Селми был уволен из сборной и заменён итальянцем Франко Скольо.
Последним на данный момент клубом в тренерской карьере Али Селми был клуб «Олимпик» Беджа. Тренер возглавил клуб 26 декабря 2008 года, однако уже спустя 3 месяца покинул команду.

## Достижения

### Достижения в качестве игрока
«Ла-Марса»
- Финалист Кубка Туниса (4): 1964/1965, 1965/1966, 1969/1970, 1972/1973

### Достижения в качестве тренера
«Ла-Марса»
- Кубок Туниса (2): 1983/1984, 1993/1994